# Ameerega picta
Ameerega picta es una especie de anfibio anuro de la familia Dendrobatidae. Esta especie habita entre los 200 y 2500 m en las regiones amazónicas de Bolivia, Perú, Colombia, oeste y sudoeste de Brasil y hay una población aislada en Venezuela que quizás represente una especie diferente. Posiblemente se encuentre también en Paraguay.
Habita en selvas primarias, secundarias y en zonas de borde de bosque. Pone sus huevos entre la hojarasca. Una vez eclosionan, los adultos cargan los renacuajos a su espalda y los llevan hasta charcas temporales donde se desarrollarán.
La especie Ameerega yungicola que se distribuía por el departamento de La Paz de Bolivia se consideraba hasta hace poco una especie independiente pero ahora se considera un sinónimo de A. picta.

## Publicación original
- Tschudi, 1838 : Classification der Batrachier, mit Berucksichtigung der fossilen Thiere dieser Abtheilung der Reptilien, p. 1-99.